# Episodi di Body of Proof (terza stagione)
La terza e ultima stagione della serie televisiva Body of Proof, composta da 13 episodi, è stata trasmessa negli Stati Uniti d'America da ABC dal 19 febbraio al 28 maggio 2013
In Italia la stagione è stata trasmessa in prima visione sul canale satellitare Fox Life dal 30 aprile al 2 luglio 2013.
In chiaro va in onda su Rai 2 dal 7 dicembre 2013.

La scena finale della serie ritraente Megan e Tommy, finalmente ricongiunti

| nº | Titolo originale | Titolo italiano    | Prima TV USA     | Prima TV Italia |
| -- | ---------------- | ------------------ | ---------------- | --------------- |
| 1  | Abducted, Part 1 | Rapita (1ª parte)  | 19 febbraio 2013 | 30 aprile 2013  |
| 2  | Abducted, Part 2 | Rapita (2ª parte)  | 26 febbraio 2013 | 7 maggio 2013   |
| 3  | Lost Souls       | Anime perdute      | 5 marzo 2013     | 7 maggio 2013   |
| 4  | Mob Mentality    | Il figlio del boss | 12 marzo 2013    | 14 maggio 2013  |
| 5  | Eye for an Eye   | Occhio per occhio  | 19 marzo 2013    | 21 maggio 2013  |
| 6  | Fallen Angel     | Angelo caduto      | 26 marzo 2013    | 28 maggio 2013  |
| 7  | Skin and Bones   | Pelle e ossa       | 2 aprile 2013    | 4 giugno 2013   |
| 8  | Doubting Tommy   | Dubbi su Tommy     | 9 aprile 2013    | 11 giugno 2013  |
| 9  | Disappearing Act | Sparizioni         | 16 aprile 2013   | 18 giugno 2013  |
| 10 | Committed        | Internata          | 23 aprile 2013   | 25 giugno 2013  |
| 11 | Dark City        | Città al buio      | 7 maggio 2013    | 25 giugno 2013  |
| 12 | Breakout         | Evasione           | 14 maggio 2013   | 2 luglio 2013   |
| 13 | Daddy Issues     | La verità          | 28 maggio 2013   | 2 luglio 2013   |